# ابن الموصلايا
ابن المُوصَلاَيا ( 412 - 497 ه‍ = 1021 - 1104 م ) العلاء بن الحسن بن وهب البغدادي، أبو سعد، ابن الموصلايا، الملقب أمين الدولة: من أكابر الكتّاب في العهد العباسي. كان يقال له منشئ دار الخلافة. خدم الخلفاء خمساً وستين سنة، ابتداؤها في أيام القائم بأمر الله سنة 432 ه‍. وكان نصرانياً، فأسلم سنة 484 على يد المقتدي، لما ألزمت الذمية بلبس الغيار ( وهو علامة لهم كالزنار ونحوه ) واستنيب في الوزارة مدة. وكفَّ بصره في أواخر أيامه. وتوفي ببغداد فجأة. له رسائل وتوقيعات كثيرة جيدة. وهو خال هبة الله بن الحسن الملقب بتاج الرؤساء.